# Blase Joseph Cupich

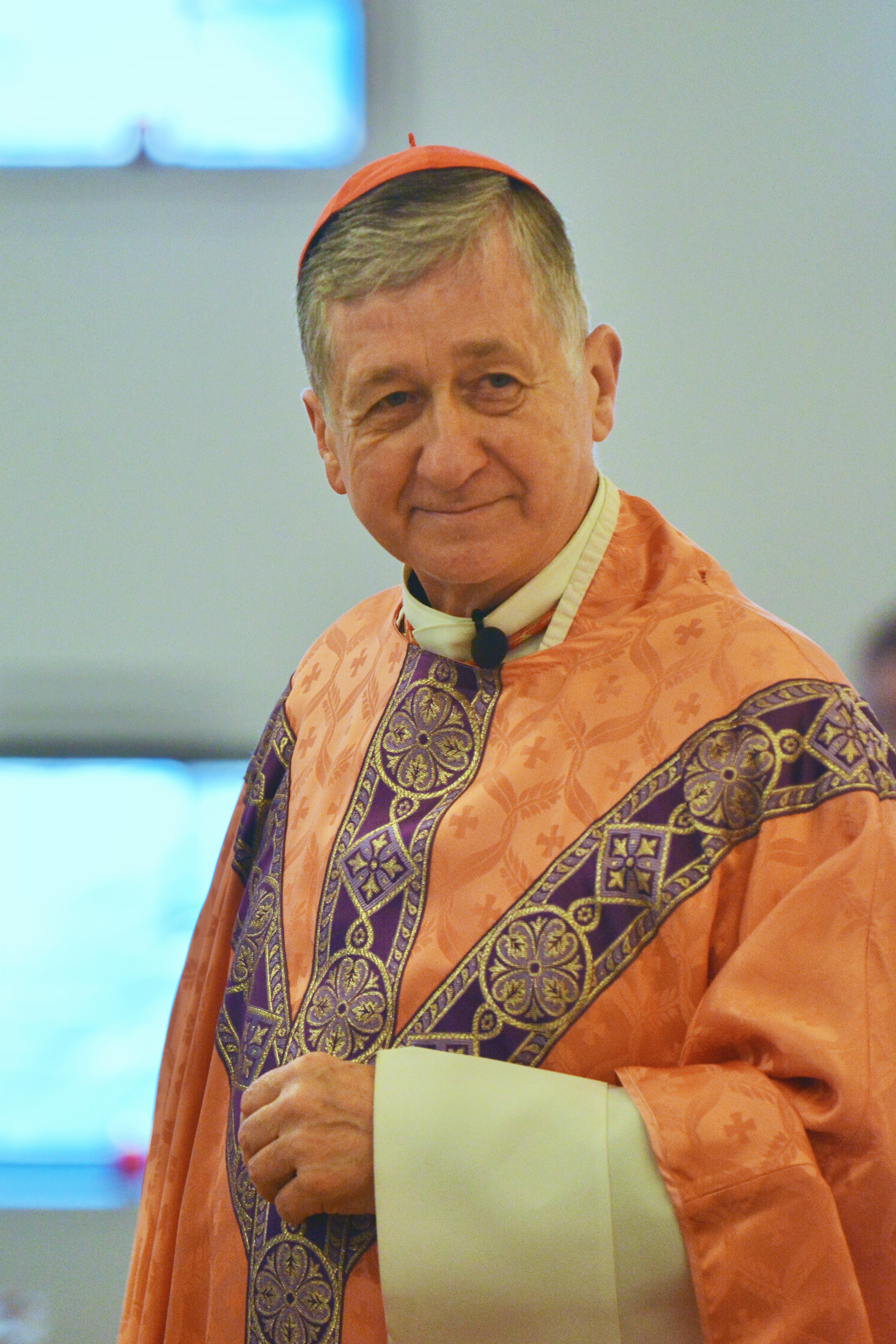
Kardinal Cupich bei einer Messe in Saint Paul, Minnesota (2021)

Kardinalswappen von Blase Joseph Cupich

Blase Joseph Kardinal Cupich (* 19. März 1949 in Omaha, Nebraska) ist ein US-amerikanischer Geistlicher und seit 2014 Erzbischof von Chicago.

## Leben
Blase Joseph Cupich, Kind aus einer Familie mit neun Kindern, studierte zunächst Philosophie an der Universität St. Thomas in Saint Paul (Minnesota). Als Alumne des Päpstlichen Nordamerika-Kollegs in Rom studierte er von 1971 bis 1975 Katholische Theologie an der Universität Gregoriana. An der Katholischen Universität von Amerika absolvierte er 1979 ein Studium der Sakramentaltheologie und wurde 1987 mit der Dissertation „Advent in the Roman Tradition: An Examination and Comparison of the Lectionary Readings as Hermeneutical Units in Three Periods“ promoviert. 
Der Erzbischof von Omaha, Daniel Eugene Sheehan, spendete ihm am 16. August 1975 die Priesterweihe. Anschließend war er viele Jahre als Pastor tätig. Von 1981 bis 1987 wirkte Cupich als Sekretär des Apostolischen Nuntius in Washington, D.C. Von 1989 bis 1996 war er Rektor des Päpstlichen Kollegs Josephinum in Columbus, Ohio, dem einzigen Päpstlichen Kolleg außerhalb Roms.
Papst Johannes Paul II. ernannte ihn am 7. Juli 1998 zum Bischof von Rapid City. Der Erzbischof von Saint Paul and Minneapolis, Harry J. Flynn, spendete ihm am 21. September 1998 die Bischofsweihe; Mitkonsekratoren waren Elden Francis Curtiss, Alterzbischof von Omaha, und Charles Joseph Chaput OFMCap, Erzbischof von Denver.
Am 30. Juni 2010 wurde er von Benedikt XVI. zum Bischof von Spokane ernannt und am 3. September 2010 in das Amt eingeführt. 
Von 2008 bis 2011 war er Präsident des USCCB Committee for the Protection of Children and Young People der US-amerikanischen Bischofskonferenz. 2013 wurde Cupich Vorsitzender der National Catholic Educational Association, was er bis 2015 blieb. Im Juni 2014 kritisierte Cupich die aktuelle Globalisierung, die er „nicht im Einklang mit der katholischen Soziallehre“ sieht.
Papst Franziskus ernannte ihn am 20. September 2014 zum neunten Erzbischof von Chicago. Die Amtseinführung fand am 18. November desselben Jahres statt. Am 30. April 2015 gab er eine große Zahl von Neuernennungen in Führungspositionen bekannt.
2015 wurde er durch den Kardinal-Großmeister Edwin Frederick O’Brien in Nachfolge von Francis Kardinal George zum Großprior der Statthalterei USA North Central des Ritterordens vom Heiligen Grab zu Jerusalem bestellt.
Am 7. Juli 2016 ernannte ihn Papst Franziskus zum Mitglied der Kongregation für die Bischöfe.
Im Konsistorium vom 19. November 2016 nahm ihn Papst Franziskus als Kardinalpriester mit der Titelkirche San Bartolomeo all’Isola in das Kardinalskollegium auf. Als erster der neuernannten Kardinäle nahm er bereits am folgenden Tag seine Titelkirche in Besitz.
Am 23. Dezember 2017 ernannte ihn der Papst zum Mitglied der Kongregation für das Katholische Bildungswesen, die er am 16. März 2024 für das Dikasterium für die Kultur und die Bildung erneuerte, sowie am 1. Juni 2022 zum Mitglied der Kongregation für den Gottesdienst und die Sakramentenordnung.
Nach dem Tod von Papst Franziskus nahm Kardinal Cupich am Konklave 2025 teil, das Leo XIV. wählte.

## Positionen
Als Erzbischof von Chicago sprach Kardinal Cupich am 29. Januar 2017 angesichts der Executive Order 13769 von einem „düsteren Moment in der Geschichte der USA“. Er beharrte darauf, dass es sich bei Präsident Trumps Anordnung um eine die Muslime diskriminierende Politik handle. Ausnahmen für Christen und nicht-muslimische Minderheiten würden gewährt, „aber nicht für muslimische Flüchtlinge, die ihr Leben retten wollen“.

Joseph Cupich kritisierte im Januar 2021 das Glückwunschschreiben, das der Vorsitzende der US-Bischofskonferenz,  Erzbischof José Gómez, am Tag der Amtseinführung des neuen Präsidenten Joe Biden veröffentlicht hatte, in dem er neben dem Glückwunsch ausführlich auflistete, was die katholischen Bischöfe an Bidens Politik kritisierten. Gomez bezeichnete Bidens Unterstützung der liberalen Abtreibungspolitik und seine Haltung zu Genderfragen als „eine ernsthafte Bedrohung des Gemeinwohls“. Cupich nannte das Schreiben eine „unüberlegte Erklärung“, zumal die anderen Bischöfe nicht daran mitarbeiten konnten. Dies sei unüblich und zeige strukturelle Probleme in der Bischofskonferenz, die angegangen werden müssten. Im Nachgang zur Weltsynode warnte Cupich vor der Ausgrenzung von Menschen der LGBTQ-Community und sagte:
„Wir sollten ihnen zuhören und nicht davon ausgehen, dass wir wissen, wie sie die Lehre der Kirche verstehen. [...] Sie haben nicht nur etwas zu empfangen, sondern auch etwas zu geben, was wir anerkennen und willkommen heißen sollten.“